# Rhadinopsylla strouhali
Rhadinopsylla strouhali är en loppart som beskrevs av Smit 1957. Rhadinopsylla strouhali ingår i släktet Rhadinopsylla och familjen mullvadsloppor. Inga underarter finns listade i Catalogue of Life.